# Ella Flesch

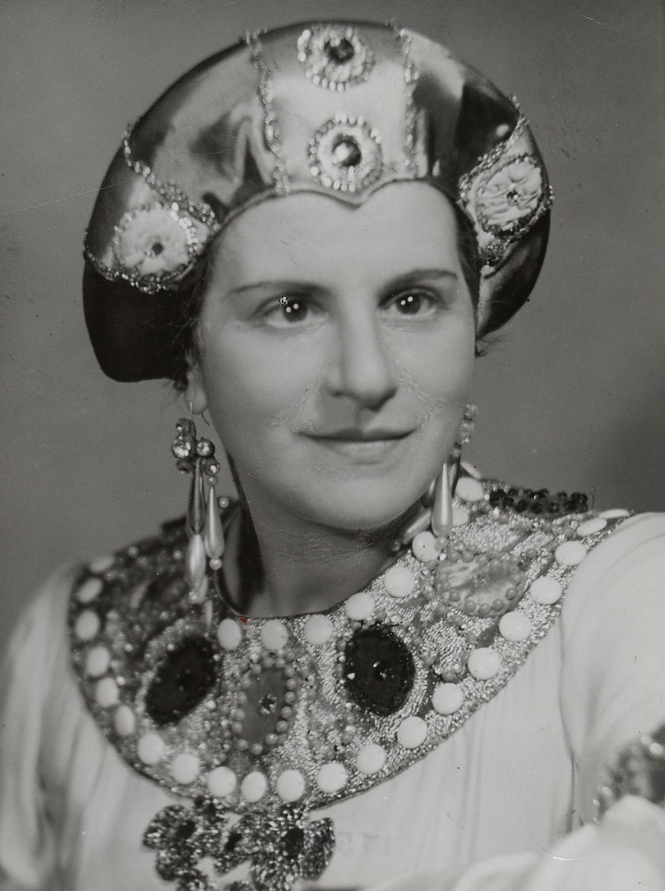
Wiener Staatsoper, 1937

Ella Flesch, Künstlername 1919–20: Ella Feszty (16. Juni 1898 in Budapest – 6. Juni 1957 in Manhattan, New York City) war eine ungarische Sopranistin und Opernsängerin, die an der Wiener Staatsoper, in München, Budapest, Leipzig, Graz, Basel und an der Metropolitan Opera in New York reüssierte und zu den besten Sängerinnen ihrer Generation zählte. Als Jüdin musste sie zweimal emigrieren, zunächst 1933 infolge der Machtübernahme der Nationalsozialisten aus Deutschland, 1938 dann aus dem nunmehr okkupierten Österreich.

## Leben
Ella Flesch war eine Nichte des Geigers und Musikschriftstellers Carl Flesch (1873–1944). Sie studierte Gesang in Budapest und Wien, debütierte 1922 als Aida an der Wiener Staatsoper und war danach drei Jahre im „Haus am Ring“ engagiert.
Es folgte von 1925 bis 1930 eine fünf Spielzeiten währende Verpflichtung an der Bayerischen Staatsoper in München. Dort begann sie im Koloraturfach, als Königin der Nacht, wandte sich dann lyrischen und später dramatischen Partien zu, der Pamina und dem Octavian, der Venus und der Salome. Im Rahmen der Münchner Opernfestspiele sang sie im Sommer 1926 im von Hans Knappertsbusch geleiteten Ring-Zyklus die Partien der Freia, der Gutrune, der Gerhilde und der 3. Norn. Im Juni 1927 sang sie unter der musikalischen Leitung von Karl Elmendorff in der Münchner Erstaufführung der Oper Cardillac. In der Spielzeit 1927/28 sang sie an der Bayerischen Staatsoper in einer Neuinszenierung der Strauß-Operette Die Fledermaus die Rosalinde, außerdem in einer Neuinszenierung von Carmen die Titelrolle. In München wurde sie auch in Opern von Richard Strauss eingesetzt, beispielsweise im Uraufführungsjahr 1928 in der Münchner Premiere der Ägyptischen Helena. Von 1930 bis 1933 war sie am Opernhaus Leipzig verpflichtet. Von dort aus absolvierte sie Gastspiele in weiten Teilen Europas.
1933 musste sie aufgrund ihrer jüdischen Herkunft Deutschland verlassen. In der Spielzeit 1933–34 war sie in der Tschechoslowakei am Deutschen Theater Brünn verpflichtet. Von 1934 bis 1937 sang sie am Opernhaus Graz, wo sie in der Spielzeit 1934/35 als Minnie in Das Mädchen aus dem Goldenen Westen „in der Gunst des Publikums stand“. An der Oper Graz sang sie außerdem die Fidelio-Leonore, Aida, Donna Anna, Aminta in Die schweigsame Frau und die Maria Tudor in der österreichischen Erstaufführung der Oper Der Günstling von Rudolf Wagner-Régeny. In der Neuinszenierung der Operette Der Zigeunerbaron, anlässlich der 50-Jahr-Feier der Uraufführung, sang Flesch an der Grazer Oper die Saffi. Ab 1936 war sie erneut an der Wiener Staatsoper engagiert, wo sie zuletzt Anfang März 1938 als Aida auftrat. Ihre Wohnung befand sich zu dieser Zeit in der Maysedergasse 2 im 1. Wiener Gemeindebezirk. 1938, nach der Annexion Österreichs, musste sie neuerlich emigrieren. Sie sang 1938/39 am Stadttheater Basel. 1940 emigrierte sie nach New York.
Ihre amerikanische Karriere begann bei den Festspielen in Caracas. Es folgten Konzerttourneen. Ihr US-Debüt gab sie im Januar 1941 bei einem Konzert in der New Yorker Town Hall. Im Januar 1944 debütierte sie als Salome an der Metropolitan Opera, sang dort in der Folge auch Santuzza, Sieglinde sowie Tosca, und bestritt ein Sunday Night Concert. Grena Bennett beschrieb sie, anlässlich ihrer Tosca an der Met, als „highly gifted soprano“, als hochtalentierte Sopranistin. Anfang Oktober 1946 debütierte sie mit einem großen persönlichen Erfolg an der New York City Opera als Tosca. Wenige Tage später, am 10. Oktober 1946, sang sie dort auch die Titelpartie in Ariadne auf Naxos, mit der sie im Dezember 1946 auch in Montreal bei einem Kanada-Gastspiel auftrat.
Flesch war auch eine erfolgreiche Konzertsängerin. Im März 1924 sang sie unter der Leitung von Erich Wolfgang Korngold in der ersten Gesamtaufführung der Konzertfassung von dessen Liederzyklus „Sechs einfache Lieder“ mit den Wiener Symphonikern. Im Oktober 1945 trat sie als Ehrengast bei der Gedenkfeier des Austrian Institute in New York für Franz Werfel auf – ebenso wie der Pianist Paul Wittgenstein. In Konzertprogrammen sang sie Arien der Violetta (La Traviata) und der Marietta (aus Korngolds Welterfolg Die tote Stadt). Ob sie diese Rollen auch auf der Bühne sang, ist nicht bekannt.
1948 beendete ein schwerer Autounfall ihre Bühnenkarriere. In den folgenden Jahren wirkte sie als Gesangspädagogin in New York. Sie starb kurz vor ihrem 57. Geburtstag.

## Rollen

### Uraufführung
- 1937: Jacqueline in Die fremde Frau von Friedrich Schreyvogel (Text) und Marco Frank (Musik), 17. April, Wiener Staatsoper

### Repertoire
| d’Albert: - Marta in Tiefland Beethoven: - Leonore in Fidelio Bizet: - Titelrolle in Carmen Giordano: - Maddalena (Madeleine) di Coigny in Andrea Chénier Hindemith: - in Cardillac Janáček: - Küsterin in Jenůfa Krenek: - Der Diktator Mascagni: - Santuzza in Cavalleria rusticana Meyerbeer: - Valentine in Les Huguenots Mozart: - Donna Anna in Don Giovanni - Königin der Nacht, Pamina und Erste Dame in Die Zauberflöte Paumgartner: - Angela Colbrand in Rossini in Neapel Puccini: - Titelpartie in Tosca - Minnie in La fanciulla del West | Respighi: - Silvana in La fiamma Johann Strauß - Saffi in Der Zigeunerbaron - Rosalinde in Die Fledermaus Richard Strauss: - Titelpartie in Salome - Aufseherin in Elektra - Octavian in Der Rosenkavalier - Titelpartie und Komponist in Ariadne auf Naxos - Aithra (?)/Erste Dienerin in Die ägyptische Helena - Aminta in Die schweigsame Frau Verdi: - Leonora in Il trovatore - Amelia in Un ballo in maschera - Titelpartie in Aida Wagner: - Senta in Der fliegende Holländer - Venus in Tannhäuser - Freia in Das Rheingold - Sieglinde und Gerhilde in Die Walküre - Gutrune und 3. Norn in Götterdämmerung - Blumenmädchen in Parsifal Wagner-Régeny: - Maria Tudor in Der Günstling |

## Tondokumente
Lange Zeit dachte man, die Stimme von Ella Flesch sei nur in einer ganz kurzen Passage neben Alfred Jerger (als Wotan) im Finale des II. Aktes in einer EMI/HMV-Aufnahme von Wagners Walküre, die 1935 in Wien mit den Wiener Philharmonikern und Bruno Walter am Pult entstand, erhalten.
Flesch sang in der Schluss-Szene die Partie der Brünnhilde, eine Rolle, die sie auf der Bühne mit hoher Wahrscheinlichkeit nie gesungen hat. Es handelt sich bei dem historischen Tondokument um die drei Zeilen der Tochter Wotans, die Siegmund im Kampf gegen Hunding zuerst zu ermutigen und dann zu retten sucht:
Triff ihn, Siegmund!
Traue dem Schwert
[...]
Zu Ross, dass ich dich rette!
Realisiert wurden von dieser Aufnahme 1935 in Wien nur der I. Akt vollständig sowie aus dem II. Akt die Szenen zwischen Siegmund (Lauritz Melchior) und Sieglinde (Lotte Lehmann) und der Schlussteil des II. Aktes. Flesch vertrat dabei in den Wiener Aufnahmen die für die spätere Vervollständigung der Aufnahme vorgesehene Marta Fuchs. Vervollständigt wurde der II. Akt nach Bruno Walters Emigration mit einigen Kürzungen 1938 in Berlin unter Bruno Seidler-Winkler.
Weitere Aufnahmen von Ella Fleschs Stimme sind nur schwer zu finden. In der Edition „Wiener Staatsoper live“, erschienen bei Koch/Schwann, sind zwei kurze Live-Mitschnitte von Aufführungen der Wiener Staatsoper aus dem Herbst 1936 enthalten – als Octavian im Finale des Rosenkavaliers unter Hans Knappertsbusch sowie als Gerhilde im III. Akt der Walküre unter Bruno Walter.

## Gedenken

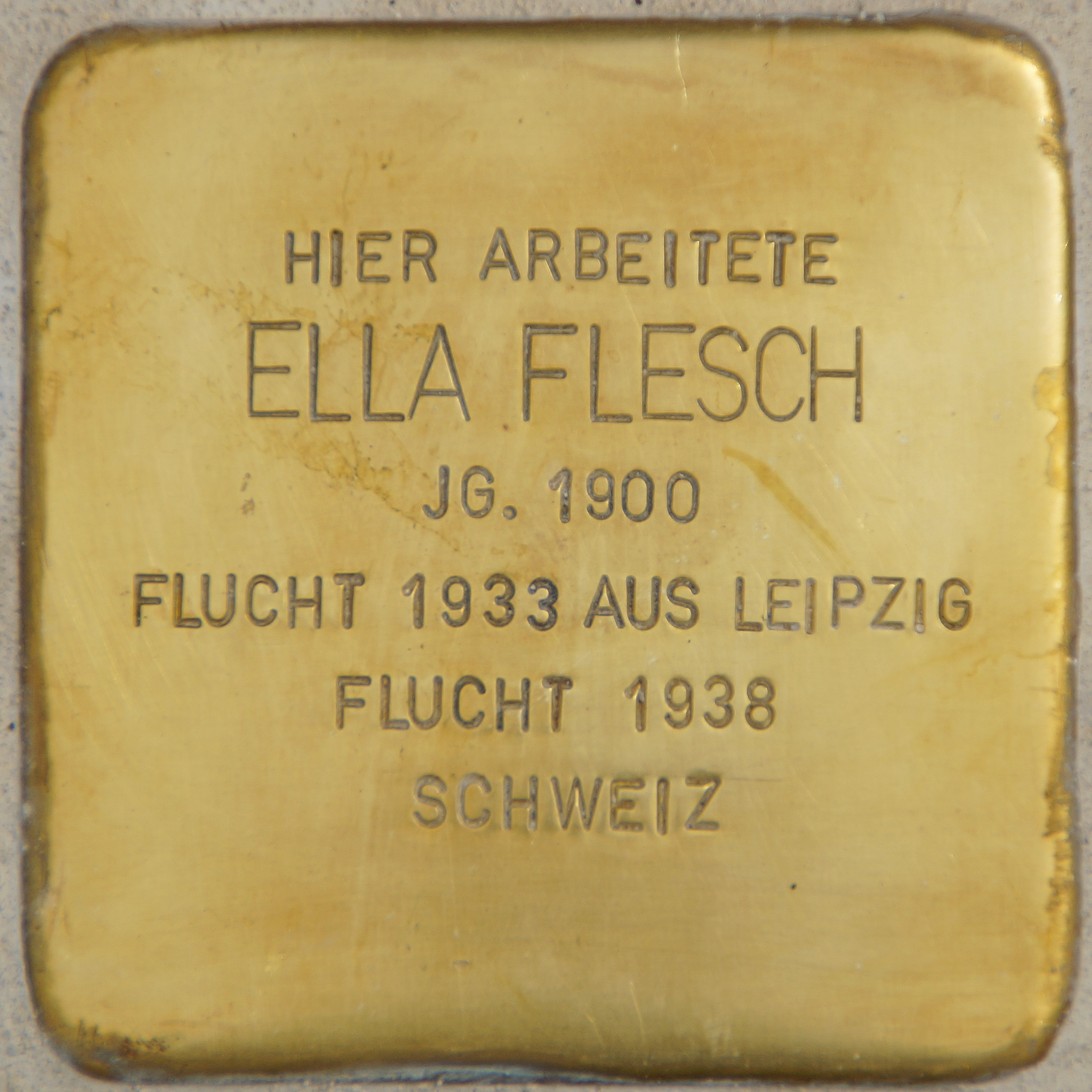
Stolperstein in Graz

Im September 2020 wurde vor der Grazer Oper ein Stolperstein zum Gedenken an die Künstlerin verlegt. Im Januar 2023 wurde der Platz vor der Grazer Oper von Dr.-Karl-Muck-Anlage in Ella-Flesch-Platz umbenannt.